# فيصل بن فرحان آل سعود
فيصل بن فرحان بن عبد الله بن فيصل بن فرحان آل سعود (من مواليد 1 نوفمبر 1974 في فرانكفورت)؛ وزير الخارجية السعودي وعضو مجلس الوزراء السعودي منذ 23 أكتوبر 2019، سبق أن تولّى منصب مستشار بوزارة الخارجية وكبير المستشارين بالمرتبة الممتازة في سفارة المملكة بواشنطن، وسبق له أن شغل منصب سفير المملكة لدى ألمانيا ما بين فبراير 2019 حتى توليه منصب وزير الخارجية في أكتوبر من العام نفسه.

## ولادته ونشأته
هو الأمير فيصل بن فرحان بن عبد الله بن فيصل بن فرحان آل سعود، من مواليد فرانكفورت بألمانيا في 1 نوفمبر 1974. نشأ في المملكة وحصل على درجة البكالوريوس إدارة الأعمال من جامعة الملك سعود في الرياض. يرجع أصله إلى عائلة آل سعود من فرع فرحان بن سعود شقيق الإمام محمد بن سعود وهما ابني سعود الأول بن محمد آل مقرن.

## الحياة العملية
شغل الأمير فيصل بن فرحان منصب رئيس مجلس إدارة الشركة السعودية للصيانة والتشغيل في الفترة 1996-1998، ونائب رئيس ومن ثم رئيس شركة السلام للطائرات من 2001-2013، وعيّن في 2017 مستشارا في وزارة الخارجية، كما كان عضوًا في مجلس إدارة الشركة السعودية للصناعات العسكرية، ورئيس لجنتها التنفيذية في 2017، وكان كبير المستشارين بسفارة المملكة في واشنطن في الفترة 2018-2019، وعيّن سفيرا للمملكة في ألمانيا في 2019 حتى تعيينه وزيرًا للخارجية.

## وزيرًا للخارجية
عُيّن فيصل بن فرحان بن عبدالله آل سعود وزيرًا للخارجية في عهد الملك سلمان بن عبد العزيز آل سعود، خلفًا لإبراهيم بن عبد العزيز العساف، بموجب الأمر الملكي رقم أ / 138 وذلك في العشرين من ربيع الآخر لعام 1440 هـ الموافق 23 أكتوبر 2019 م.

## التكريمات
- منحه الملك سلمان بن عبد العزيز آل سعود وشاح الملك عبد العزيز من الطبقة الأولى في 6 أبريل 2021.[9]

## وصلات خارجية
| سبقه إبراهيم بن عبد العزيز العساف  | وزير الخارجية السعودي 23 أكتوبر 2019- حتى الآن                           | تبعه في المنصب                                                |
| سبقه خالد بن بندر بن سلطان آل سعود | سفير المملكة العربية السعودية في ألمانيا 10 فبراير 2019 - 23 أكتوبر 2019 | تبعه محمد بن عبدالله آل دوّاس (القائم بأعمال السفارة بالإنابة) |